# William Oughtred
William Oughtred (n. 5 martie 1574 - d. 30 iunie 1660) a fost un matematician englez.
I se atribuie crearea, în 1622, a riglei de calcul, invenție ce a avut la bază logaritmii descoperiți de John Napier și scala logaritmică descoperită de Edmund Gunter.
A introdus semnul "×" pentru operația de înmulțire și prescurtările sin, cos pentru funcțiile trigonometrice sinus și cosinus.
A evidențiat noțiunea de putere a unui punct în raport cu un cerc și cu o sferă.
Printre alte preocupări ale lui Oughtred s-au numărat astrologia și alchimia.